# Kunir Lor
Kunir Lor is een bestuurslaag in het regentschap Lumajang van de provincie Oost-Java, Indonesië. Kunir Lor telt 5882 inwoners (volkstelling 2010).